# キャラクター/孤独な人の肖像
『キャラクター/孤独な人の肖像』（Karakter）は、1997年制作のベルギー/オランダ映画。オランダの小説家フェルディナンド・ボルデヴィジュクの小説の映画化作品。ロッテルダムを舞台に、ある男とその息子の確執を描くドラマ。
1997年のアカデミー外国語映画賞を受賞した。
日本語タイトルデザインは荒木経惟が担当した。

## キャスト
- ヤン・デクレイル：ドレイブルハーブン
- フェジャ・ファン・フェット：カタロドーフ
- ベティ・スヒュールマン：ヨバ